# Liste der Nummer-eins-Hits in den Hot Dance Airplay Charts (2003)
| Singles |
| --- |
| - Roc Project feat. Tina Arena – Never (Past Tense) - 6 Wochen (17. August – 27. September) - Milky – Just the Way You Are - 7 Wochen (28. September – 14. November) - Beyoncé feat. Sean Paul – Baby Boy - 1 Woche (15. November – 21. November) - Deborah Cox – Something Happened on the Way to Heaven - 10 Wochen (22. November – 30. Januar 2004, insgesamt 11 Wochen) |